# Zbigniew Kurtycz
Zbigniew Kurtycz (ur. 16 maja 1919 we Lwowie, zm. 30 stycznia 2015 w Warszawie) – polski piosenkarz, gitarzysta i kompozytor.

## Życiorys
Syn Mieczysława Kurtycza - radcy handlowego w Ministerstwie Kolejnictwa, a poza tym dyrygenta lwowskiej orkiestry mandolinistów Hejnał. Początkowo ojciec udzielał mu lekcji gry na skrzypcach, jednak jego głównym instrumentem stała się gitara. Występował w wielu zespołach muzycznych. Zdawał maturę z Kazimierzem Górskim i Marianem Załuckim. Był też piłkarzem Pogoni Lwów (jako junior), wicemistrzem Polski juniorów w 1937. W czasie okupacji radzieckiej Kresów Wschodnich występował w teatrzyku rewiowym Feliksa Konarskiego (Ref-Rena). Krótko występował w zespole Ady’ego Rosnera. Kiedy Sikorski i Majski podpisali umowę o utworzeniu polskiej armii na terenie ZSRR zaciągnął się do Wojska Polskiego. Z zespołem artystycznym 3 Dywizji Strzelców Karpackich przeszedł szlak bojowy jako żołnierz 2 Korpusu Polskiego Władysława Andersa poprzez Irak, Iran, Transjordanię, Palestynę i Włochy. 
W 1946 wrócił do Polski i śpiewał m.in. jazz, rock and roll, ballady. Jego największym przebojem jest piosenka „Cicha woda”, której był pierwszym wykonawcą. Skomponował m.in. utwory: „Jadę do ciebie tramwajem” (słowa Janusz Odrowąż) oraz „Wołam cię” (słowa M. Walewski). Od 1966 występował w duecie z żoną, Barbarą Dunin. Ich największym przebojem była piosenka „Żeby się ludzie kochali”. Współpracował z Polskim Radiem, występował w programie Podwieczorek przy mikrofonie, nagrał kilka płyt i występował za granicą. Po śmierci piosenkarza Juliana Sztatlera prowadził w Warszawie kawiarnię muzyczną Pod Gwiazdami.
5 lutego 2015 po mszy świętej w kościele pw. św. Karola Boromeusza jego prochy zostały złożone w kolumbarium na cmentarzu Powązkowskim w Warszawie.

## Dyskografia
Albumy studyjne:
- 1954 – Zbigniew Kurtycz / Zespół Smyczkowy Ryszarda Damrosza
- 1958 – Zbigniew Kurtycz / Zespół Instrumentalny Kazimierza Turewicza
- 1975 – Żeby się ludzie kochali (wspólnie z Barbarą Dunin)
- 1978 – Recepta na życie (wspólnie z Barbarą Dunin)

## Odznaczenia, nagrody i wyróżnienia
- Krzyż Kawalerski Orderu Odrodzenia Polski (1999)[9]
- Złoty Krzyż Zasługi (1979)[10]
- Brązowy Krzyż Zasługi (1971)
- Złoty Medal „Zasłużony Kulturze Gloria Artis” (2007)[11]
- Odznaka „Zasłużony Działacz Kultury” (1977)
- Nagroda Artystyczna Polskiej Estrady „Prometeusz” (1995)
- Wyróżnienie Ministra Kultury i Dziedzictwa Narodowego (2006)
- Wyróżnienie „Złote Liście Retro” (wspólnie z żoną Barbarą, 2006)[12]
- Medal 90-lecia Stowarzyszenia Autorów ZAiKS (2009)[13]